# Guess I'm Doing Fine
Guess I'm Doing Fine är en låt av Beck. Låten släpptes som singel och återfinns på albumet Sea Change, utgivet den 24 september 2002.
Beck har spelat låten live över 90 gånger.